# Nuoto ai XIII Giochi paralimpici estivi - 50 m stile libero maschili S2
Tra le competizioni del nuoto ai XIII Giochi paralimpici estivi di Pechino 2008 i 50 m stile libero maschili S2 si disputarono il 13 settembre al centro acquatico nazionale di Pechino; il greco Georgios Kapellakis vinse la medaglia d'oro, il russo Dmitrij Kokarev quella d'argento e il britannico Jim Anderson quella di bronzo.

## Batterie

### Batteria 1
| Pos. | Corsia | Nome              | Nazione     | Tempo   | Note |
| ---- | ------ | ----------------- | ----------- | ------- | ---- |
| 1    | 4      | Dmitrij Kokarev   | Russia      | 1'09"59 | Q    |
| 2    | 5      | Curtis Lovejoy    | Stati Uniti | 1'14"22 | Q    |
| 3    | 3      | Adriano Pereira   | Brasile     | 1'14"74 | Q    |
| 4    | 6      | Gabriel Feiten    | Brasile     | 1'17"85 | Q    |
| 5    | 2      | Christos Tampaxis | Grecia      | 1'20"84 |      |

### Batteria 2
| Pos. | Corsia | Nome                | Nazione     | Tempo   | Note |
| ---- | ------ | ------------------- | ----------- | ------- | ---- |
| 1    | 4      | Jim Anderson        | Regno Unito | 1'10"73 | Q    |
| 2    | 5      | Georgios Kapellakis | Grecia      | 1'11"02 | Q    |
| 3    | 3      | Denys Zhumela       | Ucraina     | 1'13"59 | Q    |
| 4    | 6      | Iyad Shalabi        | Israele     | 1'14"55 | Q    |
| 5    | 2      | Christian Goldbach  | Germania    | 1'20"99 |      |

## Finale
| Posizione | Atleta              | Paese       | Tempo   | Note |
| --------- | ------------------- | ----------- | ------- | ---- |
|           | Georgios Kapellakis | Grecia      | 1'04"85 |      |
|           | Dmitrij Kokarev     | Russia      | 1'05"15 |      |
|           | Jim Anderson        | Regno Unito | 1'06"09 |      |
| 4         | Iyad Shalabi        | Israele     | 1'10"51 |      |
| 5         | Denys Zhumela       | Ucraina     | 1'12"04 |      |
| 6         | Curtis Lovejoy      | Stati Uniti | 1'12"59 |      |
| 7         | Gabriel Feiten      | Brasile     | 1'15"14 |      |
| 8         | Adriano Pereira     | Brasile     | 1'15"41 |      |